# Teresa Techera
Teresa Techera (Montevideo, 5 de septiembre de 1946) es una cantante, profesora y autora uruguaya. 

## Biografía
Estudió en el Instituto de Profesores Artigas y en al Escuela de Opera del Servicio Oficial de Difusión, Representaciones y Espectáculos (SODRE), al que entró por concurso a los 19 años. Destacándose como soprano lírica.
Actuó en óperas como La bohème, Gianni Schicchi, Pagliacci y La Traviata, entras otras.
Dio clases de las materias: Dirección de coros y Educación de la voz en el Instituto de Profesores Artigas. Es directora coral de distintos grupos como: «Alfa 15» y «Creciendo» del Colegio Inmaculada Concepción de las Hermanas Alemanas.
Autora de los libros In boca al luppo y Hay un crimininal en el teatro, ambos de Rumbo Editorial. Su primer libro fue presentado en la Sala Julio Castro de la UNI3 de la Universidad de la República y en la Biblioteca Nacional de Uruguay, con la participación del escritor uruguayo Tabaré Laosta.

## Libros
- 2019, In boca al luppo.  (ISBN 8789974893320)
- 2020, Hay un criminal en el teatro. (ISBN 9789915655024)
- 2021, Pasos de baile.
- 2022, Aniversario en el crucero. (ISBN 9798840474808)